# がっぷ力丸
『がっぷ力丸』（がっぷりきまる）は「週刊少年チャンピオン」（秋田書店）に連載されていたレスリングを題材にした漫画。作者は森村たつお。掲載時期はおおむね昭和50年代前半から半ば。秋田書店から単行本全10巻が発売（現在絶版）。
アマチュアレスリングというマイナースポーツを題材に、モスクワオリンピックに照準をあわせたストーリーとなっている。

## 内容
格闘技の技と相手方にいかに衝撃を与えて勝利するかが主体。レスリングというより凶器のない殺し合いといった極端な内容。連載回を追うごとに格闘技技も極度に荒唐無稽なものになっていく。昭和時代の篤実・真剣さがにじむ精神主義的な作品。

## 登場人物

### 主要登場人物
南 力丸（みなみ りきまる）
東京・大地学園レスリング部キャプテン。階級は52kg級。
（後述の、世界スーパー大会時では身長165cm、体重55kg）
もともとはレスリングには全く興味なかったが、親友・玉井へのレスリング部副将・黒岩のリンチを見、それを許せず黒岩と対決したことからレスリングに関わることに。
身体能力は抜群で、五年ほど引っ越し先の山の中にて強力（ごうりき）の手伝いをし、その為に人並み以上のパワーを身に着けた。
スピードもなかなかあり、「ハマの黒豹」ヘンリーと同等の脚力を有する。
それら、力丸の小さな身体に秘められたパワー・スピード・全身のバネを前キャプテン“虎”に見出され、レスリングの素人ながら後任キャプテンに抜擢された。
最初はレスリングを嫌い（あんな男と男が肌をくっつけあうホモチックなのはいやだ、とまで毛嫌いしていた）、キャプテン就任も拒否していたが、チームメイトやライバル達と関わっていくうち、レスリングにのめり込んでいく。
性格は気が短くお人よし、子供っぽい面があり感情の起伏が激しくコロコロ変わる（だがその感情の切り替えの早さは、レスラーとして必要な要素と九鬼が指摘している）。
また連載初期の頃は、キャプテンでありながら練習を途中でサボったり、寝技の練習を嫌がったりと無責任な面も目立った。
しかし幾多の死闘を重ねるうち、最終的には日本レスリングそして世界のレスリング界を守る使命感に燃えるようになっていった。
関東大会の計量シーンにおいて、彼のナニがかなり小さい事が確認できる（本人もかなり気にしている模様）。
家族構成で確認できるのは姉のみで、両親の存在については最後まで不明だった。
なお、彼が修得した必殺技は最終的に下記の5つとなる。
1、がっぷ返し
大地学園用務員の神崎から伝授された、力丸最初の必殺技。
がぶった相手を遠心力をフルに使い、叩きつけるように背後に投げ飛ばす大技で、かつては“幻の荒技”と言われていた。
力丸は一通りの型はすぐにマスターしたものの、1拍子のスピードとタイミングが身につかず苦闘する。
しかしぶっつけ本番の関東大会準決勝、試合時間残り10秒の土壇場で無の心を得、完全にこの技をマスターした。
だが全日本代表合宿編においてのスパーリングで高山に簡単に破られ、結局わずか2試合での寿命となった。
2、新がっぷ返し
その全日本代表合宿編においての野外スパーリング中、落雷で目の前に倒れてきた大木と地面に突き刺さった大木を見、その光景からヒントを得て開発された。
がぶった相手を背後に投げ飛ばさず、直接地面に突き刺すように叩きつける。明確な比較数値はないものの、がっぷ返しより威力が増している。
全国大会一回戦にて初使用し、本作中期の代名詞的必殺技となった。
対シュランダー戦においては、がぶったままの変則の新がっぷ返しも披露。
また対鹿野岩戦では、後述の「昇龍落とし」との合体技として使用、非常に応用のきく必殺技である。
しかしさすがに強豪クラスの外人レスラーには通じなくなり（ブロンコやブッケン・バウワーは、まともにくらってもノーダメージだった）、力丸は新たな技を模索するようになる。
3、昇龍落とし
オーストラリア遠征における、ライオンとの格闘中にそのヒントを得る。
相手を上に放り投げ、その後自らもジャンプし空中にて相手を捕まえひっくり返し、そのまま頭からマットに叩きつける豪快な技。
異種格闘技交流戦一回戦にて初披露、本作後期の代名詞的必殺技となり、後述の「新昇龍落とし」開発後も「昇龍落とし」のほうが多用された。
4、新昇龍落とし
対西ドイツ大将戦、「昇龍落とし」の通じないビスマルクを倒すため試合中に開発した。
ハンマー投げのように相手をグルグル振り回しながら上に投げ飛ばし、それを空中で捕まえ更にスピンしながら落下しマットに叩きつける、強化型昇龍落としである。
通常の昇龍落としより体力を使うのか滅多に使用せず、スーパー大会での披露は二回のみ。
しかもどちらも相手には通用せず、結局この技で倒したのは最初の相手ビスマルクのみにとどまってしまった。
5、力丸スペシャル 
相手を放り上げざま間髪いれず自分も跳び上がり、相手を捕らえたあと全体重をかけて思い切り反りをつけてぶん投げる。
その威力は「スピード、破壊力とも今までの昇龍の目じゃねぇ！（力丸談）」。
スーパー大会準々決勝、昇龍も新昇龍も効かないジェットマンを倒すため、試合中に編み出した、力丸最強最後の必殺技。
この技の前には、黒鷲軍団の強豪達もさすがになすすべがなく遂に敗れ去った。
アヤ子、通称“アヤッペ”
この漫画のヒロイン的存在。生徒会長。少し抜けたところのある力丸の世話を焼いてくれる。
玉井、通称“タマ”
力丸の幼なじみ。レスリング部員であり、山育ちの何も知らない力丸がレスリングを始めるきっかけを作る。
レスリング理論に関してはかなりのものだが、身体能力が追いつかない様子。
小林達好、通称“虎”
レスリング部前キャプテン。全国大会への出場経験もあり、大地学園レスリング部が名門と呼ばれるのは、ひとえに彼の存在があったからである。
しかし神崎の厳しい特訓にて半病人となり、更に力丸とのスパーリングで吐血、入院する事となる。
そのスパーリングの際に力丸の実力とポテンシャルを感じ取った彼は、後任キャプテンに力丸を指名する。
この作品において力丸の才能を最初に見抜き、彼にレスラーとしての道を歩ませる事となった重要な人物であった。
黒岩
レスリング部副キャプテン。
自分の不成績を他人に当たるような、器の小さい人物。
その巨体をいかした決め技・フライングボディプレスを放つも、力丸に敗れる。
なお素人の力丸に敗れたことにより、のちに“虎”より制裁を受けた。
吉岡
勝手な振る舞いが原因で虎にレスリング部を追い出された。実力は虎に次ぐナンバー2とされる。
力丸がキャプテンに任命された事に納得がいかず、力丸に対戦を申し込む。
しかし敗戦後は力丸をキャプテンと認め、以後は良き仲間となる。
なお力丸、玉井、吉岡はクラスメートである。
東郷
かつて全国大会にて“虎”に敗れた、九州・桜ヶ丘高校の巨体レスラー。
力丸との全国大会での対戦を作中にて匂わすものの、以後の登場は無し。
牛木達郎
学園長が力丸たちレスリング部のために呼んだコーチ。
かつてはオリンピック57kg級で2連覇を達成した名選手で、スイス時計のように正確にフォールするところから「スイスウォッチの牛木」と呼ばれる。
しかし現在の彼は、生徒を給料をもらうための踏み台くらいにしか考えていない、やさぐれた人物となっていた。
だが彼も“虎”と同じく力丸の才能を感じ取り、彼に対大北戦の指導を行った後「もう教えることはなくなった」と学園を去っていった。
学園長
温厚だが個性的な雰囲気の人物。力丸を目にかけてくれている。
神崎（学園の用務員）
普段は好々爺だが、いざとなるとただ者ではない雰囲気を醸し出す初老の男。
力丸に自らの必殺技「がっぷ返し」を伝授する。
六田会長
日本レスリング会会長。
未知の才能を持った力丸に期待し、後見人的役割を担う。

### 南都高校との練習試合
大北初
南都高キャプテンで、バック投げの名手。

### 関東大会
熊村（一回戦）
相撲のぶちかましに近いタックルと、相手を宙高く放り投げる必殺技「熊村スペシャル」を擁するパワー型レスラー。
八木沢平四郎（準々決勝）
水泳で鍛えあげた抜群のスタミナを持つ。寝技が得意。
はまったら絶対に抜けられぬカンヌキ固め「魔の逆ネルソン」で大北を破り、力丸と対戦。
大塩平太（準決勝）
関東の古豪で、正統派ストロングタイプの選手。もとは中学相撲でならしていた男。
終始力丸を圧倒するものの、土壇場の「がっぷ返し」で敗れ去った。
ヘンリー石山（決勝、神奈川代表）
黒人とのハーフで“ハマの黒豹”と呼ばれ、100m10秒4の脚力を誇る。
超人的なスピードで対戦相手を翻弄し、空中殺法を決め技とする。
レスリングで成功し成り上がり、すべての人を見返すのが夢。

### 全日本代表合宿編
高山
世界4連覇を成し遂げ、「世界の高山」と言われている名選手。
関東大会を制した力丸のがっぷ返しを簡単に封じてしまう。
初登場時は力丸と同じ52kg級だったが、後に57kg級に転向。
なお力丸とともに異種格闘技交流戦や西ドイツ戦にも参加するものの、かませ犬扱いであった。
九鬼コーチ
野球帽を目深にかぶり、ひげもじゃの全日本コーチ。大酒のみ。
力丸を全日本合宿所に強引に連れ込み、鍛え上げた。
過去、酒が原因でレスラーとして大成できなかったようで、その自分の果たせなかった夢を力丸に託している。

### 全国大会
串木野（一回戦、鹿児島代表）
グレコローマンスタイルから転向してきた、上半身が強い選手（反面、足技等が苦手）。
三連続のバックドロップ「ローリングホイップ」という必殺技を持つ。「新がっぷ返し」で倒された最初の選手。
前島公治（二回戦）
昨年度の全国大会チャンピオン、当然今大会も優勝候補最右翼だった。
バックからの攻めを得意とし、精密機械のようなレスリングが身上。
コーチ役の父親に、幼いころから徹底的にレスリングを仕込まれてきたエリート。
十勝剛三（三回戦、北海道代表）
その名のごとく荒々しいレスリングが得意で、必殺技は両腕で肋骨を挟み付ける「氷岩くずし」。
力丸と力と力のレスリングを展開する。
狩場弦吾（四回戦、山陰代表）
“魔の左足”と呼ばれる全国的にも謎とされる選手だった。
彼の左足を取った相手は必ず返されて逆にフォールされてしまい、大塩も同様に敗れた。
結局は右足だけが強い選手ということがばれ、その右足をとられたのがきっかけで力丸に敗北。
滝田茂雄（準々決勝）
一年生の頃から全国大会に出ているつわもの。体の柔らかさが売りの選手。
タックルから相手の両足を抱えて跳ね上がりそのままフォールする「ローリングカッター」が必殺技。
石峰（準決勝、沖縄代表）
五種類の動物（鳥、鹿、猿、虎、熊）の動きを空手に取り入れた「五禽の術」の使い手。
島原四郎（決勝、西九州・長崎代表）
キザで美形、女子にモテる。通称「マット際の魔術師」。
もともとは信心深く心優しい男であったが、妹を事故で亡くしたのがきっかけで「力がすべて」の考えに取り付かれてしまう。
準決勝にてヘンリーを降し、決勝のマットにて力丸と覇を争う。
しかし必殺技「ファイア・クルス」を過信し過ぎ、驕ったために弱点を力丸につかれ敗れる。
伏見勝利（大阪代表）
全国大会開催地・大阪代表で優勝候補のひとり。
“獅子はウサギを倒すにも全力を出す”を信条に、柔道から取り入れた必殺技「山嵐」を緒戦から披露する強豪。
しかし準々決勝においてダークホース・石峰にまさかの敗退、大番狂わせとなった。

### 日、米、豪3国対抗戦
テキサス・ジョー（一回戦、アメリカ代表）
ユニバーシアードチャンピオン。テキサスの星と呼ばれている。
必殺技は「荒馬乗り」と「バッファローストーム」。
デビット・シャーク（二回戦、オーストラリア代表）
世界選手権2位。同国のシュランダーをライバル視している。
通称ダーティシャークと呼ばれ、反則スレスレのレスリングが得意。
血を見ると荒れ狂う危険な選手で、「マッハ・タイフーン」が決め技。
ボブ・ジェロニモ（三回戦、アメリカ代表）
米国チャンピオン。自然とともに生きてきたインディアン戦士で、それゆえ敵の先の先を読む事が出来る。
必殺技「死のダンス」は、今まで何人もの選手を再起不能にしてきた恐怖の連続攻撃。
クリント・シュランダー（準決勝、オーストラリア代表）
豪州チャンピオン。驚異的な全身のバネを誇り、そのバネを利用して新がっぷ返しを見事に破るものの、変則の新がっぷ返しに一敗地にまみれる。
必殺技、「カンガルー固め」「カンガルージャンプ→カンガルードロップ」。
ジミー・ブロンコ（決勝、アメリカ代表）
世界チャンピオン。アメフトあがりでタックルが得意。
別名「不死身の鋼鉄ブロンコ」と呼ばれているほどのタフネスで、新がっぷ返しをまともにくらっても平然としている。
必殺技は「トリプルバックドロップ」。
キャサリン
オーストラリア・シドニー空港にてひったくりに遭い、二階通路から落下したところを間一髪で力丸に助けてもらった。
それが縁で力丸に好意を持ち、彼を応援する。
ジョーイ
キャサリンの弟。シュランダーのファンであるが力丸のファイトにも魅せられるようになり、姉とともに彼を応援する。

### 異種格闘技交流戦
相撲取り（一回戦）
「昇龍落とし」で倒された最初の選手。
空手家（準決勝）
全身が凶器。必殺技は象をも殺す「豹拳」。
鹿野岩 翔（決勝）
驚異的なスピードを誇り、カマイタチを起こすことが出来る。
その必殺技「風神の剣」「竜巻投げ」で世界の高山をも降した。
かつては九鬼の門弟であり、世界制覇も時間の問題と言われた天才児だったが道を外れてしまい、今までレスリング界からは身を引いていたらしい。
しかしオリンピックは一番強い者が出てしかるべき、との信念のもと異種格闘技交流戦にエントリー、力丸とオリンピック日本代表の座をかけて、雌雄を決することとなった。
最後は力丸機転の新がっぷ返し＋昇龍落としが炸裂し、決着。

### 日本対西ドイツ 対抗勝ち抜き戦
ブッケン・バウワー
西ドイツ先鋒。高山や鹿野岩ら日本チームを軽く4人抜きする強豪。
必殺技は「クロス・アタック→ドラゴン・ロケット・クラッシュ」「二段式ドラゴン・ロケット・クラッシュ」「フライング・アタック→メッサーシュミット戦法」。
カイゼル・シャーマン
暗闇の仕掛け人と呼ばれる次鋒。
暗闇の世界・デビルゾーンに相手を落としこみ、必殺技「デビル・ハリケーン」でとどめを刺す。
アドルフ・ラインハルト
体操選手のような身の軽さを持つ中堅。必殺技は「ナイアガラ・トライアングル」。
ミューラー
蹴りやエルボー等、反則戦法を使う副将。
必殺技「スクリュー・ダイビング」で力丸の左肩を脱臼させ、大ピンチに追い込む。
ヨハン
西ドイツ大将として出場の予定だったが、ビスマルクに降ろされる。
ビスマルク
西ドイツチーム、事実上のリーダー。ヨハンに代わり西ドイツチーム大将として出場。
鍛え抜かれた芸術品のような肉体と多彩な技を誇り、今まで敗北という言葉を知らなかった事から“不沈戦艦”の異名をとっていた。
必殺技はビスマルクスペシャルと呼ばれ、「ローリングファイヤー」「ローリングサンダー」「ローリングハリケーン」の三つの大技を披露。
力丸は昇龍落としも通じぬこの強敵に大苦戦、しかし遠心力を利用した「新昇龍落とし」を編み出し“不沈戦艦”ビスマルクを見事撃沈した。
なおこの6人は正式の西ドイツチーム選手ではなく、実は世界レスリング界制圧を目論む黒鷲（ブラックイーグル）軍団の尖兵であった。
そしてこの試合の敗北の責任を負い、ビスマルクは黒鷲軍団から粛清を受ける事となる。

### 世界スーパー大会編
カメハメハ
ハワイの英雄・カメハメハ大王の生まれ代わりとされる、謎のレスラー。
聖地マウイを血で汚す輩を許すことができず、大会にエントリーした。
卑怯な手段を見過ごせぬ性分で、何度か力丸を助けたこともある（が、力丸の味方というわけではない）。
必殺技「カメハメハスペシャル」で黒鷲軍団の選手を次々と倒し、準決勝まで勝ち進んでいく。
謎の老人
初対面の力丸に死の予告をする、黒鷲軍団の人間。
ソバダ・ビラカンボ（一回戦、タヒチ代表）
地元ハワイの期待を一身に背負ったトロピカルな選手。
盲目の彼女・マーヤの目を、レスリングで稼いだ金で治したいと望み、大会にエントリー。
その想いに情の深い力丸は心打たれ、試合に集中出来なくなってしまう。
必殺技は「トロピカル・ジャンピング・クラッシュ」「ヤシの実落とし」。
ファラオ・アメン（二回戦、エジプト代表）
自称・太陽の子。幻術の世界に対戦相手を引き入れて翻弄。
必殺技「ピラミッド・パワー・ストーム」「ピラミッドファイヤー」。
まやかしを許せないカメハメハの介入により力丸は正気に戻り、辛勝する。
なお力丸が今大会で対戦した10人のうち、このファラオのみ黒鷲軍団に属さぬ一般エントリー選手だった。
アポロ・ミロン（三回戦、ギリシャ代表）
“マットの詩人”“太陽の子”と呼ばれる美形。試合前に力丸に詩を贈る。
必殺技「サンライト・スペシャル」「ローリング・サンシャイン」「サンライト・コンドル」で力丸を圧倒するが、突然太陽がかげってしまった為に力が半減、昇竜落としに敗れる。
インディラ・シャガール（四回戦、ドイツ代表）
ヨーガによる“空中浮遊”や“空蝉の術”、“無我の境地”、“影踏み”で力丸を幻惑、翻弄する。
必殺技は「サンダーボール」「シャドーダンシング」。
ホセ・アントニオ（五回戦、スペイン代表）
サンチョなるしもべを引き連れた、まるでドン・キホーテのような老人選手。
老人相手につい油断した力丸の虚をついて、必殺技「ワンダーホイール」を決める。
アラン・ルノアール（六回戦、フランス代表）
黒鷲軍団の至宝と呼ばれ、コンピュータのごとく計算づくで戦う選手。
がしかし計算外の強さを持つ力丸の底力にコンピュータが狂い、敗北。
必殺技は5G（重力）の恐怖「スペース・サラマンダー」。
ルジェロ3世（七回戦）
黒鷲軍団ビッグ4のひとり、バイキングの末裔。荒々しい雰囲気のパワー型レスラー。
「バイキング殺法」をはじめとする力技を駆使し、力丸とパワーレスリングを展開。
しかし確実に勝つために手段を選ばず、人質作戦をとり力丸を苦しめる姑息な男でもある。
その人質作戦はタマの機転により黒鷲軍団の自作自演と発覚、力丸怒りの場外への昇龍落としをくらい撃沈する。
ジェットマン（準々決勝）
黒鷲軍団ビッグ4のひとり。オーストラリア原住民と同じ、ブーメランを自在に操る。
人間をくの字に折り曲げブーメランのように放り投げ、戻ってきたところをつかんで叩きつける「人間ブーメラン」、相手を抱え込んだまま自らもブーメランとなる「ダブルブーメラン」、アフリカ原住民の投擲武器の動きを取り入れた「魔の縄しばり」、空中より、回転しながら敵に突っ込む玉砕技「スクリューボンバー」、と多彩な技で力丸を終始攻めまくる。
更に、昇龍落とし、新昇龍落としをまともにくらっても動じないタフネスでもある。
大苦戦の末、力丸は起死回生の「力丸スペシャル」を放ち、ようやくジェットマンを倒した。
ポーラ・ボーラ（準決勝）
黒鷲軍団ビッグ4のひとりであり軍団№2の“宇宙の戦士”。影の戦士から盟友と呼ばれている。
「ムーンサルト（月面宙返り）」「スペクトルボーラクラッシュ」「コスミッククラッシュ」と次々と大技を繰り出すも、力丸執念の力丸スペシャルの前に敗北。
影の戦士（決勝）
黒鷲軍団ビッグ4最後の戦士にして黒鷲軍団総帥。普段は西洋甲冑の姿で行動する。
その顔つきこそ幼い（力丸と同年齢くらいらしい）が、ケチのつけようがないほど鍛え上げられた肉体を誇り、準決勝にてあの強豪・カメハメハを瞬殺するほどの凄まじき実力者。
決勝においても、相手を抱え込んだまま正・逆回転する「シャトル・ループ」と、相手を異次元地獄に落としこむ「スクランブル・インフェルノ」を駆使し、力丸をマットに叩き伏せる。
だがしかし世界中のレスリングを愛する者の、熱い期待を背負い立ち上がった力丸決死の力丸スペシャルの前に、ついに黒鷲軍団の世界制覇の野望は潰えることとなった。